# 氟化合物

氟作为直线型 (a) 或角形 (b) 的桥接配体

氟可以形成很多化合物，但里面的氟原子的氧化态基本为 −1。它会和其它原子成键，形成极性共价键或离子键。氟肯定只能形成一个单键，尽管有至少两个X-氟键的键级超过1的情况（一氟化硼和一氟化氮）。在某些配位分子中，氟离子可能充当两种金属之间的桥连配体。含氟分子也可能表现出氢键（与某些非金属的较弱桥键）。氟化学涉及和氢、非金属、金属甚至惰性气体形成的化合物，还有一系列有机化合物。
大部分元素 （不过不是全部）的最高价态都可以由氟化物达成。一些元素的最高价态只能由氟化物达成，另一些则是由氧化物，还有一些元素的最高价氟化物和氧化物的价态是一样的。（参见#元素最高氧化态：氟化物vs氧化物）

## 氟气
一个氟原子有一个不成对的电子，而氟气分子（F2）没有不成对的电子。这使得它是反磁性（被磁铁稍微排斥）的，磁化率为−1.2×10−4（SI），接近理论上的预测。用氧气分子来对比，它有两个不成对的电子，使它是顺磁性（被磁铁吸引）的。
| X  | XX  | HX  | BX3 | AlX3 | CX4 |
| -- | --- | --- | --- | ---- | --- |
| F  | 159 | 574 | 645 | 582  | 456 |
| Cl | 243 | 428 | 444 | 427  | 327 |
| Br | 193 | 363 | 368 | 360  | 272 |
| I  | 151 | 294 | 272 | 285  | 239 |

相较于更重的卤素双原子分子，氟气中氟–氟键的键能较弱。它的键能比Cl2或 Br2分子低，这点与同个周期的过氧化物的氧–氧键和肼里的氮–氮键类似。F2分子的氟的共价半径是71皮米，大于其它化合物中的数据，这是因为两个氟原子之间的吸引力较弱，由较大的电子和核间斥力以及原子的小尺寸而产生的键分子轨道的相对小的重叠的结果。
F2里只形成一个键（换句话说，它的键级只有1），由p电子对组成，和其它卤素分子X2一样。但是，其它卤素的p轨道混杂了一点d轨道电子，使键级增大。举个例子，氯气的键级为1.12。氟的电子不能显示此特性，因为没有这样的d轨道在能量上接近氟的价轨道。这也可以解释为什么F2比 Cl2弱。此外，F2中的键级实际上小于1，因为它的p电子轨道与s轨道的混合很小，而s轨道不参与键合。

### 反应性
物质和氟元素的反应是很快且爆炸性的。大部分物质是非活性的，诸如粉状钢，玻璃碎片和石棉纤维之类的物质很容易和冷的氟气反应。木材，甚至水在受到氟射流的刺激下，无需产生火花就可以直接燃烧。
氟和金属的反应剧烈度就看那个金属是什么。一般来说，金属 (例如铝、铁和铜) 需要被磨成粉末，不然就会被钝化，也就是形成一层氟化物保护层来抵御金属的进一步氟化。碱金属和氟气反应会发生爆炸，而碱土金属的反应速度没那么快。抗腐蚀金属如：钌、铑、钯、铂和金要在 300–450 °C (575–850 °F) 下才能和氟气反应。
氟和氢气会发生爆炸性反应，就像和碱金属反应一样。卤素会和氟气反应，重惰性气体氡也是如此。较轻的惰性气体氙和氪要在特殊情况下反应，而氩只和氟化氢在极低温下反应。氮气，有非常稳定的三键，需要放电和高温才能与氟结合。
氟会和氨反应，形成氮气和氟化氢。

## 对分子的影响
氟的化学作用主要由其获得电子的强烈趋势决定。它是元素电负性最大的，单质氟的氧化性也非常强。把氟的一个电子电离需要很大的能量，已知没有试剂可以氧化氟，形成正氧化态。
因此，氟的唯一氧化态为−1。唯一的非负氟化合物是氟气，氧化态为0。此外，氟还可以形成氧化态分别为-½和-⅓的F−
2和F−
3，它们在低温下稳定，40 K下分解。此外F+
4阳离子还有其衍生物预测是稳定的。
氟已知可以和除了氖和氦以外的所有元素形成化合物。如果只算氟的二元化合物，也就是氟化物的话，那刚才所说的元素都有氟化物，除了氩。前99个元素都有已知的氟化物，除了放射性极强的砹和钫，还有惰性的氦、氖和氩。氟也可以和101号元素钔、104号元素𬬻和106号元素𬭳形成化合物。
作为分子的一部分，氟可以引发很强的诱导效应。由于这个原因，用氟代替氢的酸的酸性会更强。举个例子，乙酸和它的氟衍生物：一氟、二氟和三氟衍生物以及它们的pKa值分别是4.74、2.66、1.24和0.23。也就是说，三氟乙酸的酸性比乙酸强33,800倍。氟是已知最强酸—氟锑酸H
2FSbF
6的重要成分。有证据表明H
2FAuF
6更强，但是它仍未被分离，也未测得酸性。

## 氟化氢和氢氟酸
氟会和氢反应，形成氟化氢 (HF) ，而它的水溶液叫氢氟酸。H-F 键是少数能够形成氢键的键之一。这个性质会影响氟化氢的特性。由于氢键，氟化氢的性质更像水，而不是像其它的卤化氢，例如HCl。
HF 液体分子里的氢键使它的黏度变大。氟化氢要到 20 °C 才沸腾，而更重的卤化氢在 −85 °C 到 −35 °C （−120 °F 到 –30 °F）之间就沸腾了。HF 和水混溶（在任何浓度下都可以溶解），而其它卤化氢的溶解度有很大差距。氟化氢和水还形成几种固态化合物，最明显的是一种1:1的化合物，它直到-40°C（-40°F）才融化。这比纯氟化氢的熔点高了44°C。
不像其它氢卤酸，例如盐酸，氢氟酸水溶液只是弱酸，酸度系数(pKa) 约为3.19。考虑到HF键的极性远比HCl，HBr或HI中的键高，HF在水中的弱酸性是与这个矛盾的。对于这种现象的解释很复杂，与氢氟酸，水和氟离子的各种簇的形成趋势以及热力学问题有关。浓度高时，氢氟酸具有自我电离键合的特性。HF开始接受氟离子，形成多原子离子（例如氟化氢根，HF−
2）和质子，从而大大提高了它的酸度。在醋酸或类似溶剂中，氢氟酸也是所有氢卤酸中最强的。它能质子化如盐酸，硫酸或硝酸的酸，也揭示了其潜在的酸性。尽管氢氟酸是弱酸，它的腐蚀性很强，甚至可以腐蚀玻璃（干燥的不行）。
干的氟化氢会溶解低价的金属氟化物。一些分子型氟化物也可溶于 HF。不是氟化物的无机化合物一般会和 HF 反应，而不是溶解。

## 金属氟化物
金属氟化物和其它金属卤化物不太一样，有不同的晶体结构。在众多案例中，金属氟化物类似金属氧化物，有相似的成键和结构。
由于它的高电负性，氟更趋于形成高氧化态的化合物。很多五氟化物和六氟化物已被发现，而其它五卤化物和六卤化物则较少。在室温下，分子型氟化物可以是固体，液体或是气体。
氟化物的溶解度变化很大，但随着金属离子上电荷的增加而趋于降低。氟化物溶液呈碱性。
| 过渡金属元素 25–29 的氟化物    |                                |                                  |                                |                                |
| 一个试管和汤匙，盛满了白色粉末 | 一个试管和汤匙，盛满了棕色粉末 | 一个试管和汤匙，盛满了粉红色粉末 | 一个试管和汤匙，盛满了绿色粉末 | 一个试管和汤匙，盛满了青色粉末 |
| 二氟化锰                       | 三氟化铁                       | 氟化钴                           | 氟化镍                         | 氟化铜                         |

### 低氧化态金属氟化物

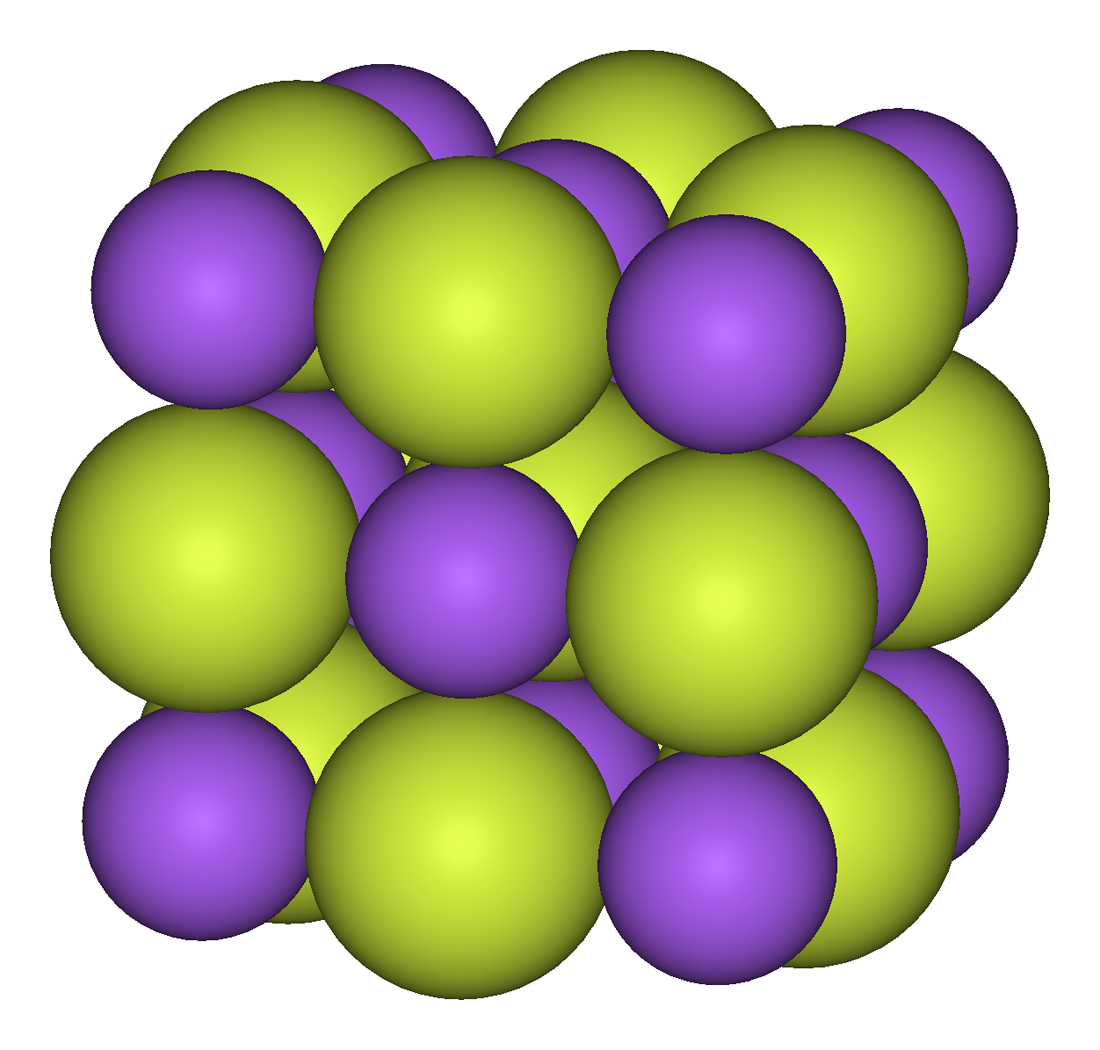
氟化钠的结构：紫色的是钠离子，黄绿色的是氟离子 。它们是等电子体，不过氟离子更大。这是由于氟离子的核电荷较小而成的。

碱金属形成一氟化物。所有可溶的一氟化物都形成岩盐结构。一些碱土金属氧化物也形成此结构，例如氧化钙。 由于氟离子是碱性的，碱金属氟化物趋于形成氟化氢盐，化学式 MHF2。在其它一氟化物中，只有氟化银和氟化亚铊被深入了解。它们在水中的溶解度很高，不像其它的卤化银/亚铊一样难溶。
不像全都可溶于水的一氟化物，有些二氟化物不溶于水。一些过渡金属二氟化物，如：氟化铜和二氟化镍是可溶于水的。碱土金属形成的二氟化物通常不可溶。 作为比较，碱土金属二氯化物都可溶于水。
大部分的二氟化物属于萤石结构，以萤石（氟化钙）命名。(这个结构也被很多二氧化物如：CeO2，UO2，ThO2等等形成），其中的金属离子被8个氟离子包围。一些二氟化物采用金红石结构，以二氧化钛（金红石）命名，也被其他金属二氧化物采用。它的结构为四方晶系，金属原子为八面体配位。
二氟化铍和其它二氟化物不一样。铍的电负性更高，形成的键也比其它碱土金属氟化物更共价（尽管比起其它卤化物还是更离子性）。BeF2和SiO2（石英）有很多相似之处，也都形成原子晶体。BeF2具有四面体配位的铍并形成玻璃（很难结晶）。当它结晶时，氟化铍具有与石英相同的室温晶体结构，并且还具有许多在较高温度出现的结构。
二氟化铍极易溶于水，而其它碱土金属二氟化物不溶于水。（尽管它们有高离子性，它们仍不溶于水，因为萤石结构会形成极强的晶格能。）但是，BeF2在溶液中或熔融时的电导率比离子性时要低得多。
| 二氟化物的晶体或非晶体                                                                                       |                                                                             |
| A parallelogram-shaped outline with space-filling diatomic molecules (joined circles) arranged in two layers | cube of 8 yellow atoms with white ones at the holes of the yellow structure |
| 萤石结构，是很多二氟化物形成的结构                                                                           | 二氟化铍玻璃的杂乱结构（二维）                                              |

很多金属可以形成三氟化物，如：铁、铋和稀土元素，还有硼族元素和3族元素。大部分稀土元素，还有铋的三氟化物，都有YF3结构。钚、钐（高温下）和镧的三氟化物则有着LaF3结构。铁和镓的三氟化物有着FeF3结构，类似于三氧化铼。只有ScF3在室温下为立方结构（ReO3），这种材料还具有负热膨胀的异常特性，这意味着它在相当宽的温度范围内受热时会收缩。

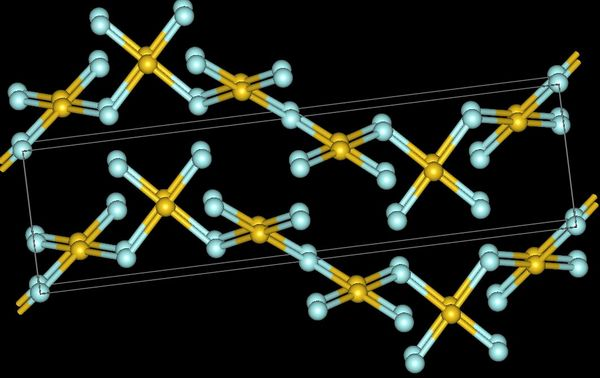
三氟化金的链状结构

三氟化金采用链接成螺旋状的–AuF4–正方形连接结构。与金的截然不同的离子型三氟化物相反，它的三氯化物和三溴化物是挥发性的二聚体分子。三氟化铝是高熔点固体，气相中是单体，而其它三卤化物是低熔点的挥发性分子或线形聚合物，气相时可形成二聚体。没有一种三氟化物可溶于水，不过一些能溶于其它溶剂。
四氟化物里含有共价键和离子键。锆，铪和许多锕系元素形成四氟化物，其离子结构将金属阳离子置于8配位的四角反棱柱形分子构型。它们的熔点在 1000 °C左右。
四氟化钛和四氟化锡是多聚体，熔点低于 400 °C。拿对应的氯化物相较，四氯化钛和四氯化锡在常温下都是液体。四氟化钒有类似四氟化锡的结构，在100–120 °C 时会歧化成三氟化钒和五氟化钒。
铱、铂、钯和铑的四氟化物有一样的结构，直到1975年才被发现。它们具有八面体配位的金属原子，共有四个桥接氟原子和两个未桥接的氟原子。它们的熔点都低于 300 °C。
四氟化锰很不稳定，在常温下也会分解。只有两种结构之一： α-MnF4，是被了解的。在该化合物中，锰形成–MnF6–八面体，它们共享桥接的氟原子，形成–Mn4F20–环，然后进一步连接第三维度。
| 一些四氟化物的结构 |                  |                                       |
| 4 unit cells shown of a crystal structure that is skewed (not cubic) and has 8 bonds to a fluiride, for each metal (fluorides are 2 coordinate). Hard to resolve though even if you could see the picture. |                  | 4 tilted octahedra linked in a square |
| ZrF4，常见的四氟化物结构 | SnF4的多聚体结构 | –Mn4F20– 环，可在 MnF4中找到          |

### 高氧化态金属氟化物
金属的五/六氟化物都是分子型的，有些挥发性。钒、铌和钽形成五氟化物，也是它们的最高价电中性氟化物。五氟化钒是唯一的非挥发性高电荷金属氟化物，包含VF6八面体。五氟化铌和五氟化钽在结构上具有相同的四面体，不同之处在于它们是四聚体，而不是多聚体。
五氟化铋是挥发性的，也是一种强氟化剂。在固态下，它是聚合物，由八面体的线性链组成，共享轴向氟化物配体。与碱金属结合时，五价铋与氟化物供体反应后可形成六氟铋酸盐（[BiF6]-），不管是很强（例如NaF）或不是氟供体（例如XeF4）。
很多可以形成六氟化物的元素也可以形成五氟化物。例如铀可以形成熟知的六氟化铀，也可以形成五氟化铀。五氟化铀的室温（α）形式具有与五氟化铋相同的线性链结构。UF5的气态分子具有四方锥结构。
| 五氟化铋（或alpha-五氟化铀）的结构 |              |
|                                    |              |
| (XF5)n链的结构； X=Bi, U。         | 这些链的包装 |

可以形成六氟化物的金属包括九个在元素周期表中央的金属（钼，锝，钌，铑，钨，铼，锇，铱和铂）以及元素 92–94:铀，镎和钚。在室温下，六氟化钨是一种气体。六氟化钼和六氟化铼是液体。剩下的金属六氟化物都是挥发性固体。

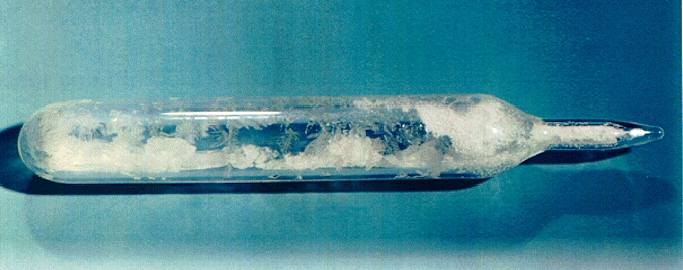
六氟化铀

金属六氟化物都是强氧化剂，因为它们都能释放氟。举个例子，六氟化铂是第一个氧化氧气分子和氙的分子。钋也可以形成六氟化物，但未被深入研究。
铼是唯一一个可以形成七氟化物的金属。七氟化铼的结构是五角双锥形分子构型。计算表明可能存在的七氟化铱（制备方法被报告）、七氟化锝和七氟化锇也会有这种结构。
八氟化锇在1913年被报告，不过在1958年发现它其实是六氟化锇。 一项 1993 年的理论研究指出八氟化锇的键能很弱，也很难被实验检测到。研究预测如果 OsF8成功被合成，它会有两个不同长度的Os–F键。

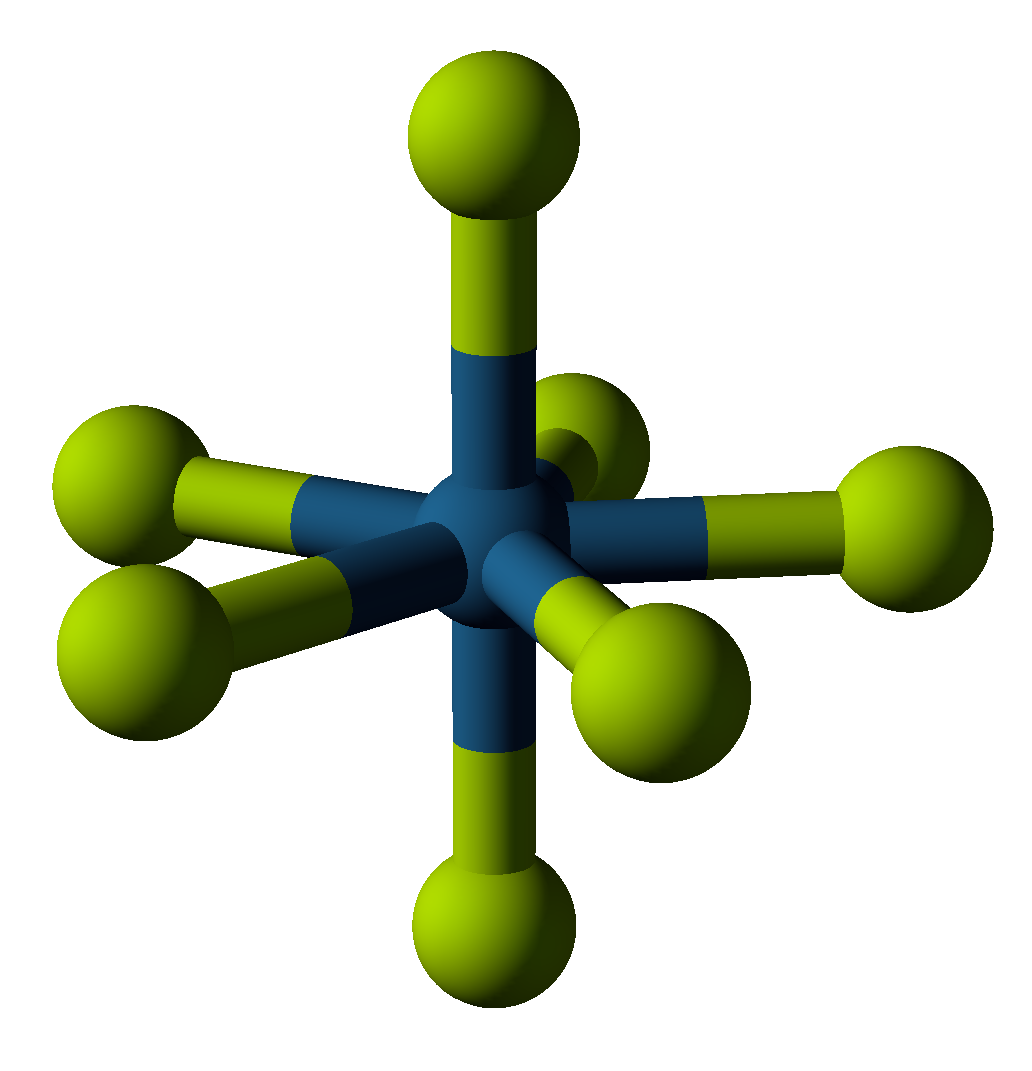
七氟化铼

## 非金属氟化物
二元非金属氟化物都是挥发性物质。第2周期元素非金属氟化物和其它周期元素非金属氟化物的性质很不同。举个例子，第2周期元素的氟化物原子从来没有违背八隅体规则。（硼在元素周期表里的特殊位置使它成为例外。）其它周期的非金属氟化物可以形成超价分子，例如五氟化磷和六氟化硫。它们的反应性的差别很大，例如六氟化硫是惰性的，而三氟化氯的反应性非常大。
三氟化硼是平面三角形的分子。其中的硼原子只有六颗价电子（不完全八隅体），会接受路易斯碱并形成加合物。三氟化硼会和路易斯碱，如：氨或另一个氟离子形成加合物，接受它的电子对来完成八隅体。一氟化硼是一种不稳定的分子，其中有不寻常的硼-氟键。（键级大于1）这个键的键级被描述为1.4（单键和双键之间）。它和N2是等电子体。

路易斯结构显示一氟化硼的三种电子结构。

四氟化硅，类似四氟化碳和四氟化锗，是四面体型结构。SiF4对加热或电火花稳定，但会与水（甚至潮湿的空气），金属和碱反应，因此显示出弱酸性，与有机镁化合物，醇，胺和氨反应，生成加合物。氟硅酸，一种 SiF4的衍生物，是一种只存在于水溶液中的强酸（无水物不存在）。
氮族元素的三氟化物和五氟化物在酸性和反应性有类似的趋势。NF3对水解稳定，PF3在湿空气中缓慢水解，而AsF3完全水解。SbF3由于与氟的离子键性质增加，因此仅部分水解。它们都是弱路易斯碱，NF3例外。磷和砷的五氟化物比三氟化物更活泼，五氟化锑则是最强的路易斯酸。氮的五氟化物仍未知，尽管含有+5氧化态的氮四氟铵阳离子 (NF+
4) 是已知的。一氟化氮是在激光研究中观察到的亚稳态分子。它和 O2是等电子体。此外，和 BF一样，一氟化氮的氮-氟键的键级大于1。

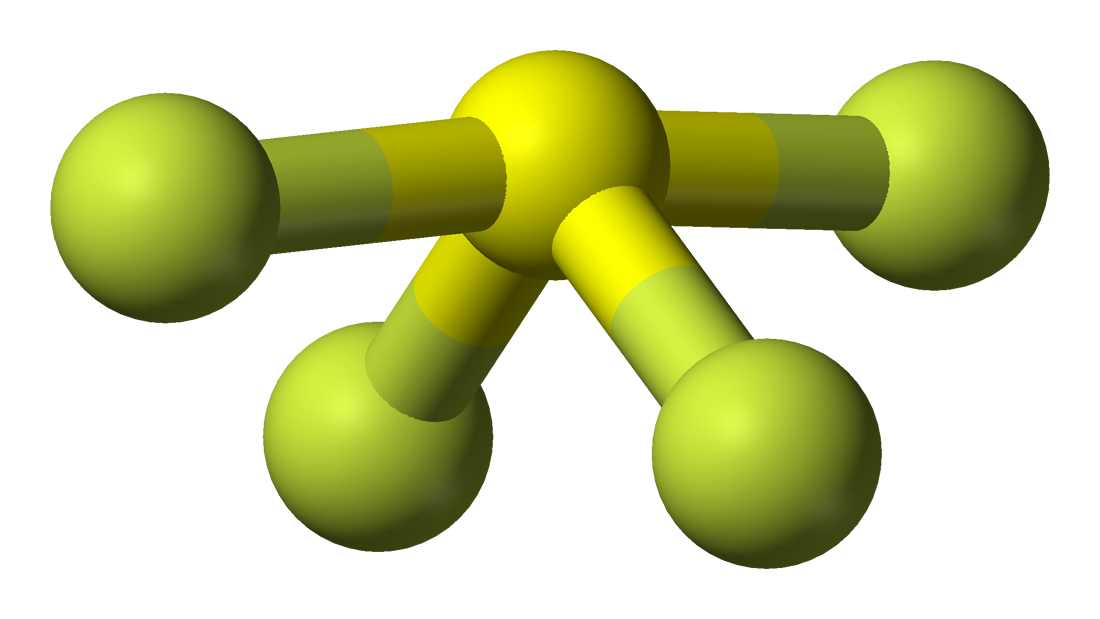
SF_{4}不寻常的蹺蹺板形分子構型，符合VSEPR的预测。

氧族元素氟化物也有类似的性质。它们的四氟化物都不稳定，会水解，也会用它们的孤对电子和酸性氟化物形成加合物。硫和硒的四氟化物是分子型的，而 TeF4是一种聚合物。氧族元素六氟化物可以由氧族元素和氟直接反应而成。相比之下，其它的六卤化物根本不存在。它们的反应性随着原子序增加而增加：SF6极度惰性，SeF6的反应性略高（例如，在 200 °C (400 °F)下可以和氨反应），而 TeF6可以轻易被水解，形成碲酸。氧的最高价氟化物是二氟化氧，不过氟理论上可以氧化氧到+4价，也就是OF+
3离子。 此外，氧族元素氟化物中还可以有多于一个氧族元素原子 (O2F2、S2F10等等）。
稳定的重卤素（氯、溴和碘）都可以形成一氟化物、三氟化物和五氟化物： XF，XF3和 XF5。对于七氟化物，只有七氟化碘是已知的。氯和溴的七氟化物还没被发现，不过去除了一个氟离子形成的ClF+
6和 BrF+
6，都是已知的强氧化剂。砹还没深入了解，尽管一种叫做一氟化砹的物质被报告，它的存在是有争议的。大部分氟卤化物是强氟化剂。值得一提的是三氟化氯，它可以直接氟化石棉和难熔氧化物-甚至可能比五氟化氯具有更高的反应活性。工业上使用的ClF3需要类似氟气的特殊的预防措施，因为它具有腐蚀性和对人体有害。

### 超强酸
一些重要的无机酸含氟。由于氟的强电负性，它们一般很强。氟锑酸(HSbF6)，是已知最强的电中性酸。电荷在阴离子上的分散会影响溶剂合质子的酸度（以H
2F+
的形式）：这个化合物有极低的 pKa值，为 −28 ，比纯硫酸强一京 (1016) 倍。氟锑酸强到可以质子化相对惰性的物质，像是碳氢化合物。匈牙利裔美国化学家乔治·安德鲁·欧拉因研究此类反应而获得了1994年诺贝尔化学奖。

### 惰性气体化合物
惰性气体因为价电子层已满，是非常惰性的物质。直到1960年代，没有任何惰性气体化合物被发现。在 1962年，尼尔·巴特利特发现六氟化铂可以和氙气反应。他把这种化合物称为六氟合铂酸氙，但之后的研究表明其组成并非如此简单，可能是五氟化铂酸一氟化氙(II)，[XeF]+[PtF5]−，或是十一氟化二铂酸一氟化氙(II) ，[XeF]+[Pt2F11]−和六氟合铂酸三氟化二氙，[Xe2F3]+[PtF6]−。尼尔·巴特利特对氙气的氟化已得到高度赞扬。到了 1962年年底，氙被发现可以直接和氟反应，形成二氟化物和四氟化物。之后，其它惰性气体化合物也被发现了。

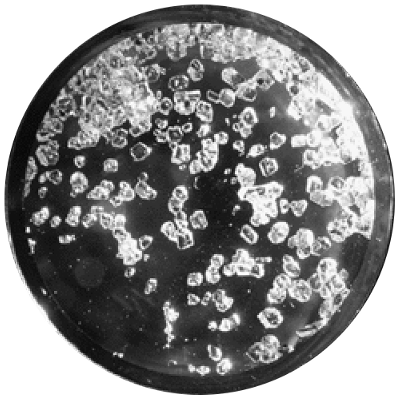
四氟化氙晶体

氙的氟化物包括二氟化氙，四氟化氙和六氟化氙。氙还形成各种氟氧化物，例如二氟氧化氙（XeOF2），由四氟化氙的水解而成。其较轻的同系物氪，也可形成特征明确的化合物，例如二氟化氪。四氟化氪于1963年被报道，但随后被证明是错误的识别；该化合物现在似乎很难合成（尽管氪甚至可能存在六氟化物）。一氟化氪阳离子也被观测到了。
根据元素周期律，氡会更加活泼。二氟化氡已被获取。轻惰性气体（氦到氩）没有已知的二元氟化物。

## 元素最高氧化态：氟化物vs氧化物
元素的最高氧化态通常出现在二元氟化物中。一些元素的最高氧化态只在氧化物中出现，另一些则是在氟化物中，还有一些则同时在它们两者出现。
对于1–5，10，13–16（氮除外）族，它们的氧化物和氟化物的最高氧化态是一样的。不同之处出现在铬、7–9族、铜、汞、氮和惰性气体。氟化允许一些元素达到相对较低的最高氧化态，这是其它元素难以得到的。举个例子，氪目前没发现任何氧化物，但二氟化氪已得到充分研究。同时，对于非常高氧化态的元素来说，它们的最高氧化态分子通常为氧化物而不是氟化物。例如对于挥发性氧化物（七氧化二物和四氧化物），都没有对应的七/八氟化物（铼除外）（例如八氟化钌不存在，而四氧化钌已有工业用途。）对于元素难以形成七/八氟化物的原因是因为这个原子很难大到可以和这么多氟原子键合，而对应的氧化物所需的氧原子数量只需要一半氟原子数量即可。不过，八氟化物阴离子，如八氟化碘阴离子（IF−
8），八氟化锆阴离子（ZrF4−
8）和八氟化氙阴离子（XeF2−
8）是已知的。
最高氧化态的化合物没有很大的用途，甚至是工业用途。例如，四氟化汞，第一个含有超越+2氧化态的12族元素组成的化合物，打破了5d-壳层，展示了相对论效应对原子的影响，并支持汞、镉和锌为过渡金属。四氟化汞在低温下存在，在固态氮的温度下分解。更不稳定的分子还有唯一的钴(V)分子，CoF+
4阳离子，仅在气相中观察到（没有与其他原子的相互作用，因此在任何化学环境中均未显示出稳定性）。这种不稳定物种存在的原因很复杂，但可以在假想的NF
5分子的例子上总结如下： 根据现代计算，理论上五个氟原子和一个氮原子可以以不同方式排列，例如NF
3和F
2、NF•
4和F
•、NF
5等等。其中，NF
3+F
2系统的能量最低，最稳定。不过，如果NF
5分子真的被合成，它必须经历一个高能过渡态，之后才能分解成两个分子。但是，由于过渡态的能量高于六原子分子，因此需要添加能量以达到过渡态，从而允许五氟化氮分解。该能量称为活化能。所以，如果只有极低能量（低温下），这个化合物就可以存在。但是，如何制备五氟化氮是未被解决的问题。

## 有机氟化合物
碳氟键是有机化学中最强的键。除了分子的低极化率之外，这是促成有机氟化合物的高稳定性的最重要因素。
较小分子的碳氟键以三种主要方式形成：氟取代卤素或氢，或通过双键/三键加成。碳氢化合物与氟气的直接反应可能具有极危险的反应性，因此反应温度甚至可能需要降低至-150℃（-240 F）。固态氟载体是在加热时会释放氟的化合物，尤其是三氟化钴或氟化氢可以用来氟化。由于氢和氟的范德华半径类似，经过氟化反应后，分子的大小变化不明显。当涉及到有机卤素化合物或不饱和化合物的反应时，或者当需要合成全氟化合物时（通常直接使用电解氟化），直接氟化作用变得不再重要。含氟聚合物是通过聚合自由基形成的。用于烃类聚合物的其他技术不能与用于含氟聚合物。
有机氟化合物的范围是多种多样的，反映出有机化学的复杂性。世界存在着大量具有不同氟取代的小分子以及许多聚合物，对特定领域的研究受到应用的商业价值的推动。
| 氟甲烷（甲基氟），用于半导体制造 | 1,1,1,2-四氟乙烷(R-134a)，一种氢氟烃 | 二氟二氯甲烷(R-12 冷冻剂)，一种氟氯烃 | 三氟甲磺酸，一种超强酸 | 全氟辛磺酸，一种含氟表面活性剂（图中显示了阴离子） | 聚四氟乙烯聚合物的一部分 |

### 小分子
一氟烷烃（一个氢原子被氟取代而成的烷烃）可能在化学和热力学方面不稳定，但可溶于许多溶剂；但是随着更多的氟取代氢，稳定性增加，而熔点，沸点以及溶解度降低。当密度和粘度增加时，介电常数，表面张力和折射率都会降低。
部分氟化的烷烃被称为氢氟烃（HFCs）。如果里面还有其它卤素，也可以形成氟氯烃（CFCs）或氟溴烃（BFCs），以及还有保留氢原子的氢氟氯烃（HCFCs）。它们的性质取决于卤素原子的数量和位置。通常，由于卤素原子的大小和电荷的变化允许更多的分子间吸引力，因此卤素原子的组合甚至进一步提高了沸点。类似碳氟化合物，氟氯烃和氟溴烃也不易燃。它们没有碳-氢键发生反应，释放出的卤化物使火焰猝灭。

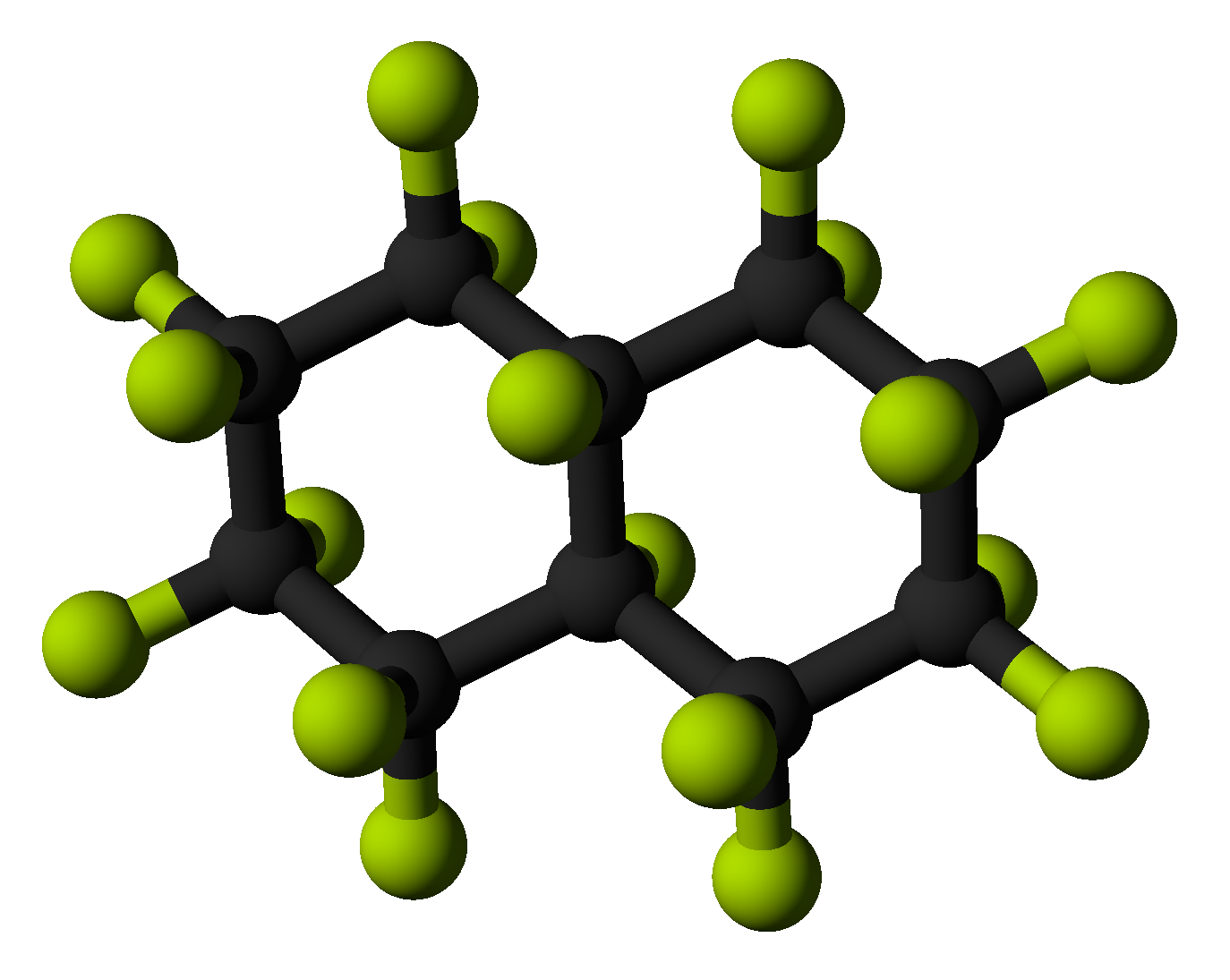
反式全氟萘烷是一种碳氟化合物，常温下为液体。它的沸点比对应的碳氢化合物——萘烷低。

如果所有氢原子都变成氟原子，产生碳氟化合物，一个巨大的区别会因此产生。这些化合物都异常稳定，只有溶于液氨的钠可以在常温下攻击它们。它们也非常难溶，几乎没有有机溶剂能够溶解它们。
不过，如果一种碳氟化合物含有双键/三键（全氟烯烃或全氟炔烃），产物会有极高反应性，甚至比对应的碳氢化合物有更高活性。例子：二氟乙炔甚至会在液氮温度下分解。如果这些分子是不对称的，那么有更多氟原子的碳就会被攻击，因为它带有 C–F 键的正电荷，并且屏蔽性弱（这类似于不饱和烃和 HF 反应时的马氏规则）。
全氟化合物，和只由碳和氟组成的碳氟化合物不同，它有其它官能团。它们的性质类似碳氟化合物（惰性、稳定性、不易湿掉、不溶于水和油、滑……），但也会因为其它官能团的存在而产生不同的性质。
全氟磺酸的酸性很强。甲磺酸的全氟化合物，三氟甲磺酸的酸性足以和高氯酸比较。这些化合物有较低的表面能。因此，全氟辛磺酸已在工业上用作表面活性剂。

### 聚合物
含氟聚合物在许多方面都与对应的小分子相似。将氟添加到聚合物中会以与小分子相同的方式影响性能（增加化学稳定性，熔点，降低可燃性，溶解度等）。但是，每种含氟聚合物都具有自己的特性。
最简单的含氟塑料是聚四氟乙烯（PTFE，DuPont 品牌名为 Teflon），由结构单元–CF2–组成。PTFE有很长的碳链，支链都是氟原子。它没有氢原子，可以看作是聚乙烯（结构单元 –CH2–）的全氟化合物。类似其它碳氟化合物，PTFE有比聚乙烯高的化学和热稳定性。它对范德华力的抵抗使得 PTFE 是唯一一种壁虎无法粘附的表面。然而，聚四氟乙烯缺乏熔化时转变的能力，这对于各种 PTFE 衍生物来说不是问题，即FEP（聚全氟乙烯丙烯，一些氟被三氟甲基基团取代）或PFA（聚全氟乙烯甲乙烯醚，一些氟被三氟甲氧基取代）。它们的性质大多类似PTFE，但仍存在差异，即最高使用温度（非柔性PTFE最高）。
除了聚四氟乙烯，还有很多种氟代塑料。聚偏二氟乙烯（PVDF，结构单元–CF2CH2–），有PTFE的一半氟原子。PVF（聚氟乙烯，结构单元 –CH2CHF–）则有PTFE的四分之一氟原子。PCTFE（聚氯三氟乙烯，结构单元–CF2CFCl–）是另一种重要的化合物。它与PTFE的不同之处在于用氯取代了四分之一的氟，但这种差异带来了更大的硬度、抗蠕变性和水分持久性。
对聚乙烯氟化并不会使它的氢原子都变成氟原子，只有一层薄层（最多 0.01 mm）会被氟化影响。这有点类似于金属钝化。因此，如果只有表面很重要，它们是全氟塑料更便宜的替代品。
Nafion是一种结构复杂的聚合物。它的主链类似PTFE，但也含有全氟醚侧链，并以磺酸基(–SO2OH) 结束。它的化学稳定性很高，确切的性质随形态而变化。然而，由于化学结构复杂，通过添加阳离子（如 Na+），Nafion会相对容易地转化为离聚物（显示导电性）。导电性的原因是由于主碳链与侧链分离，从而形成极性和非极性区域。这种形态极易潮解。

Nafion的复杂结构

类似其它弹性体（人造橡胶），氟弹性体由三个维度连接的无序聚合物链组成。制造氟弹性体的主要挑战是交联（与非反应性的聚合物反应），以及去除固化过程中形成的HF。氟弹性体主要有三类：VDF/HFP 是偏二氟乙烯和（至少20%的）六氟丙烯的共聚系统。TFE/丙烯 则是另一种对某些溶剂具有更好耐化学性的共聚系统。TFE/PMVE（全氟甲基乙烯基醚）是一种共聚物系统，可产生全氟代的氟弹性体。

## 备注
1. ↑  在这个条目里，类金属不会从金属和非金属分开，而是归类于更接近的族。举个例子，锗被看作是一个金属，而硅是非金属。锑在此条目是个非金属，尽管它的性质更像一个金属。惰性气体在这个条目会和其它非金属隔开，氢是在氟化氢和氢氟酸章节而碳是在有机氟化合物章节里。p区的第7周期元素的氟化合物还没被研究，就不说它们的氟化合物了。
2. ↑  较低的值代表较强的酸性，注意这是对数。
3. ↑  参见这篇文章来获得更多资料。[37]
4. ↑  没有“相对较低”或“相对较高”的界限，它们依赖于元素的性质（并且仅针对最高价氧化物和最高价氟化物处于不同氧化态的元素）。一般来说，+7和+8是高氧化态，而+4或以下是低氧化态。+5和+6则看原子性质，例如原子半径。对于较小的氮原子，+5是高氧化态，不过对于较大的钌原子和锇原子，+6仍然是低氧化态。
5. ↑  注意这里所说的是分子型氟化物，而其它类型的极高价氟化物也不太可能存在。这些化合物不可能是完全离子性的，因为原子极高的第六/七/八电离能使反应无法进行（尽管八氟化锇可能是完全离子性的）[78]。

## 扩展阅读
- Bayerische Julius-Maximilians-Universität Würzburg.  (PDF) (报告). Chemical Society. 2006  [2011-06-20]. （原始内容存档 (PDF)于2013-03-23）.
- Emeléus, H. J.; Sharpe, A. G.  27th. Academic Press. 1983  [2021-08-11]. ISBN 978-0-12-023627-5. （原始内容存档于2021-07-23）.
- Greenwood, N. N.; Earnshaw, A.  2nd. Butterworth Heinemann. 1998. ISBN 978-0-7506-3365-9.
- Lewars, Errol G. . Springer. 2008  [2021-08-11]. ISBN 978-1-4020-6972-7. （原始内容存档于2021-04-14）.
- Lide, David R.  84th. CRC Press. 2004. ISBN 978-0-8493-0566-5.
- Lidin, P. A.; Molochko, V. A.; Andreeva, L. L.   [Chemical properties of inorganic substances]. Khimiya. 2000. ISBN 978-5-7245-1163-6 （俄语）.
- Mackay, Kenneth Malcolm; Mackay, Rosemary Ann; Henderson, W.  6th. CRC Press. 2002. ISBN 978-0-7487-6420-4.
- Ullmann, Franz (编). . Wiley-VCH. 2005. ISBN 978-3-527-30673-2.
  - Aigueperse, Jean; Mollard, Paul; Devilliers, Didier; Chemla, Marius; Faron, Robert; Romano, Renée; Cuer, Jean Pierre. . . 2000. ISBN 978-3-527-30673-2. doi:10.1002/14356007.
  - Carlson, D. Peter; Scmiegel, Walter. . . 2000. ISBN 978-3527306732. doi:10.1002/14356007.a11_393.
  - Jaccaud, Michael; Faron, Robert; Devilliers, Didier; Romano, René. . . 2000. ISBN 978-3527306732. doi:10.1002/14356007.a11_293.
- Wiberg, Egon; Wiberg, Nils; Holleman, Arnold Frederick. . Academic Press. 2001  [2011-03-03]. ISBN 978-0-12-352651-9. （原始内容存档于2020-03-21）.
- Yaws, Carl L.; Braker, William. . . McGraw-Hill Professional. 2001. ISBN 978-0-07-135854-5.